# Lamont, Alberta
Lamont är en ort i Kanada.   Den ligger i provinsen Alberta, i den centrala delen av landet, 2 800 km väster om huvudstaden Ottawa. Lamont ligger 643 meter över havet och antalet invånare är 1 779.
Terrängen runt Lamont är platt. Trakten runt Lamont är nära nog obefolkad, med mindre än två invånare per kvadratkilometer.. Lamont är det största samhället i trakten. 
Trakten runt Lamont består till största delen av jordbruksmark.